# Краби (Эстония)
Кра́би (эст. Krabi) — деревня в волости Рыуге уезда Вырумаа, Эстония.
До реформы местных самоуправлений Эстонии 2017 года входила в состав волости Варсту (упразднена).

## География и описание
Расположена в 24 километрах к югу от уездного центра — города Выру. Расстояние до волостного центра — посёлка Рыуге — 14 километров. Высота над уровнем моря — 131 метр. Недалеко от деревни находится природный парк Паганамаа.
Климат умеренный. Официальный язык — эстонский. Почтовый индекс — 66102.

## Население
По данным переписи населения 2021 года, в Краби насчитывалось 82 жителя, из них 80 (98,8 %) — эстонцы.
По данным переписи населения 2011 года, в деревне насчитывалось 97 жителей, из них 95 (97,9 %) — эстонцы. В 2000 году численность постоянного населения деревни составляла 161 человек, из них мужчин — 82 и женщин — 79; фактически проживали 155 человек, 99 % из них — эстонцы. 
Численность населения деревни Краби по данным переписей населения:
| Год  | 1959 | 1970  | 1979  | 1989  | 2000  | 2011 | 2021 |
| ---- | ---- | ----- | ----- | ----- | ----- | ---- | ---- |
| Чел. | 105  | ↗ 133 | ↘ 120 | ↗ 152 | ↗ 161 | ↘ 97 | ↘ 82 |

## История
Первые письменные сведения об окрестностях Краби относятся к 1386 году. Старинная деревня в этих местах состояла из разбросанных хуторов и на карте 1684 года называлась Рясте (Räste Külla ~ Reste By). С этим согласовываются средневековые названия  Rese (1386), Rees (1419),  Расти (1561),  Растиньские деревни (1565), Rassna (1585).
В 1791 году в деревне была открыта школа.
В 1796 году упоминаются Krabbenhoff, Krabbimoisa perre, в 1798 году — Grabbenhof, в 1839 году — Grabenhof oder Schönanger.
На военно-топографических картах Российской империи (1846–1863 годы), в состав которой входила Лифляндская губерния, в этом месте обозначена мыза: мз. Грабенхофъ.
В XVIII веке Грабенхоф (нем. Grabbenhof) была скотоводческой мызой рыцарской мызы Розенхов (нем. Rosenhof, Вана-Рооза, эст. Vana-Roosa mõis), в 1848 году стала самостоятельной мызой Шенангерн (нем. Schönangern, Краби, эст. Krabi mõis, на военно-топографических картах Российской империи обозначена как Шенангернъ, в переводе с немецкого — «красивые луга»).
Во второй половине XIX века название Краби носила волость — Крабийская волость (старорус. Крабійская волость, эст. Krabi vald), в 1920-х годах — поселение.
В 1922 году в Краби открылась библиотека.
В 1935 году местные жители отремонтировали разрушившийся от времени Общинный дом, и в нём появились театральный кружок, оркестр, кружок пения, библиотека, спортивное общество.
В 1977 году поселение Краби получило статус деревни.
В 1997 году в деревне было возведено новое здание школы. Оставшееся бесхозным старое школьное здание, построенное в 1893 году (22 комнаты, площадь участка 8564 м²), летом 2020 года продавалось за 35 тысяч евро.

## Инфраструктура
В Краби работают библиотека, народный дом, гостевой дом. Есть музыкальный ансамбль, в 2013 году отметивший своё 25-летие, и самодеятельный театр, основанный в 2000 году.
Осенью 2014 года в деревне прекратила деятельность основная школа (в ней осталось лишь 4 ученика), и с того же времени до весны 2020 года (с перерывом на один год) в её здании работала частная основная школа-интернат Краби, лишившаяся разрешения на деятельность по результатам проведённого госконтроля. В сентябре 2017 года в школе насчитывалось 65 учеников – детей с особыми образовательными потребностями из разных регионов Вырумаа, перед закрытием — 40 учеников. Это создало большую проблему для уезда, так как в Эстонии насчитывается 5-10 % детей с особыми потребностями, и для них в стране провозглашено использование принципа инклюзивного обучения.
Летом 2020 года волостная управа Рыуге объявила о своём намерении через суд вернуть конфискованное государством школьное здание и открыть в нём дом по уходу за людьми с деменцией и недостатками интеллекта.
В здании бывшей мызной лавки работают магазин и корчма.

## Происхождение топонима
Как считают лингвисты Института эстонского языка, основой для образования топонима послужил находящийся в Паганамаа большой ров (на эстонском языке kraav), в настоящее время известный как Пийриорг, на латышском языке Peļļu-Kornetu grava. Другой возможный вариант вытекает из рисунка в старинной церковной книге, отсылающего к немецкому личному имени Krabbe ~ Grabbe, однако в этом случае неизвестен мотив для образования эстоноязычного названия.

## Галерея
- Центр деревни Краби
- Школьное здание в Краби, построенное в 1997 году
- Школьное здание, построенное в 1893 году
- Деревенская корчма
- Магазин Краби и его владелец, 2019 год